# Siphlophis longicaudatus
Siphlophis longicaudatus — вид змій родини полозових (Colubridae). Ендемік Бразилії.

## Поширення і екологія
Siphlophis longicaudatus мешкають в штатах Ріу-Гранді-ду-Сул, Сан-Паулу, Санта-Катаріна, Гояс, Еспіріту-Санту і Ріо-де-Жанейро на південному сході Бразилії. Вони живуть в густих атлантичних лісах. Ведуть нічний, деревний спосіб життя. Живляться ящірками, іноді також зміями.